# Кампинг Уърлд Стейдиъм
„Кампинг Уърлд Стейдиъм“ е открит стадион в Орландо, Флорида, САЩ. Построен и открит е през 1936 г. като стадион „Орландо“. Град Орландо притежава и управлява стадиона.
„Кампинг Уърлд“ е едно от деветте съоражения, използвани за Световното първенство по футбол през 1994 г., а също така домакинства мачове от олимпийския турнир по футбол през 1996 г. Стадионът е бил домакин на Пробоул на НФЛ пет пъти.
Строителството на стадиона започва през 1936 г. като проект на Администрацията за развитие на строителните работи при президента Франклин Д. Рузвелт по време на Голямата депресия. Стадионът е построен непосредствено на изток от бейзболния стадион „Тинкър Фийлд“, който е открит през 1914 г. Стадионът е открит по-късно през 1936 г. с капацитет от 8900 души като стадион „Орландо“.
Съоражението освен за американски футбол се използва и за други спортове. Кечмания 24 и Кечмания 33 се провеждат на „Кампинг Уърлд“ през 2008 и 2017.
Стадионът ще бъде домакин на мачове по време на Световното клубно първенство по футбол през 2025 г.